# Strzała (Białoruś)
Strzała (biał. Страла, ros. Стрела) – wieś na Białorusi, w rejonie zdzięcielskim obwodu grodzieńskiego, około 9 km na północny zachód od Zdzięcioła.
Wieś magnacka położona była w końcu XVIII wieku w powiecie słonimskim województwa nowogródzkiego.

## Historia
Strzała, będąc atynencją Żukowszczyzny, należała w połowie XVIII wieku do Hipolita Sowy-Korsaka herbu Lis odmieniony (1723–1787), starosty wielatyckiego, stolnika nowogródzkiego. Spośród jego sześciorga dzieci Strzałę odziedziczył po nim Jan, szambelan dworu królewskiego w 1783 roku. Wraz z żoną, Karoliną Ordzianką, mieli dwie córki i syna, Juliana Korsaka (~1806–1855), który odziedziczył majątek. Był mężem Józefy Maćkiewiczówny, zmarł bezpotomnie, a majątkiem po jego śmierci zarządzała wdowa. Dalsze losy własności majątku są nieznane.
Po III rozbiorze Polski w 1795 roku Strzała, wcześniej należąca do województwa nowogródzkiego Rzeczypospolitej, znalazła się na terenie powiatu słonimskiego (ujezdu) guberni słonimskiej, później litewskiej, grodzieńskiej i mińskiej Imperium Rosyjskiego. Po ustabilizowaniu się granicy polsko-radzieckiej w 1921 roku Strzała wróciła do Polski, znalazła się w gminie Pacowszczyzna w powiecie słonimskim województwa nowogródzkiego, od 1945 roku – w ZSRR, od 1991 roku – na terenie Republiki Białorusi.
W 2009 roku wieś liczyła 65 mieszkańców.

## Dawny dwór
Szambelan Jan Korsak wybudował tu (około 800 m na północny zachód od obecnego centrum wsi) na początku XIX wieku dwór, który później był rozbudowywany. Napoleon Orda narysował go w 1871 roku. Był to wtedy drewniany, parterowy dom z dwoma, skierowanymi do tyłu skrzydłami, kryty wysokim, gontowym, czterospadowym dachem. Na osi budynku znajdował się ganek, którego trójkątny szczyt był wsparty na czterech drewnianych filarach. Po prawej stronie domu stała również parterowa oficyna, zaś po lewej – inne zabudowania. Dom był otoczony ogrodem porośniętym drzewami liściastymi, w tym topolami.
Około kilometra na południe od dworu stała kaplica, w której został pochowany Julian Korsak.
Nie wiadomo, kiedy dwór został zniszczony. Mają znajdować się tu jego pozostałości.
Majątek w Strzale został opisany w 2. tomie Dziejów rezydencji na dawnych kresach Rzeczypospolitej Romana Aftanazego.